# Leiocnemis
Leiocnemis (лат.) — подрод жуков-тускляков из семейства жужелиц и подсемейства харпалин (Harpalinae).

## Описание
Тело удлиненное, слегка приплюснутое; Переднеспинка обычно отчетливо сердцевидная, ее наибольшая ширина находится посередине или перед ней. Простернальный отросток окаймлен, с двумя щетинками. Срединный стернит брюшка с одной парой щетинок. Бескрылые эндемики высокогорий.

## Распространение
Западная Палеарктика: Армения, Греция, Грузия, Иран, сев. Кавказ, Турция.

## Систематика
В состав рода включают 6 видов. Подрод Oreoamara в 1999 году (Hieke 1999a: 192) сведён в синонимы к подроду Leiocnemis. Подрод Euderocycla был монотипическим, но в 2006 году (Hieke 2006b: 258) его также свели в синонимы к подроду Leiocnemis, а вид Amara abnormis синонимизировали с Amara ochracea.

### Виды
К этому подроду относятся виды:
- Amara cordicollis Ménétriés, 1832 — Армения, Грузия, сев. Кавказ
- Amara davatchii (Morvan, 1975) — Иран
- Amara krueperi Apfelbeck, 1904 — Греция
- Amara ochracea (Gautier des Cottes, 1868) — Турция
  - = Amara abnormis Tschitscherin, 1894
- Amara radjabii (Morvan, 1975) — Иран
- Amara subdepressa (Putzeys, 1866) — сев. Кавказ